# 1981年ガリシア自治州議会選挙
1981年ガリシア自治州議会選挙は1981年10月20日にガリシア自治州で実施された第1回ガリシア自治州議会議員を選出、ならびに州首相および州政府を選択する選挙である。有権者数は2,174,246人で、そのうち投票したものが1,006,222（46.3％）、棄権が1,168,024（57.3％）で、州議会選挙の中でも棄権数の割合が高かった選挙であった。第一党は国民同盟（AP）、次いで僅差で民主中道連合（UCD）が続いた。この両党の話し合いによってAPのヘラルド・フェルナンデス・アルボールが州首相に就任することが決した。ガリシア主義者（es）と左翼勢力は惨敗に終わった。

## 選挙結果
| 1981年ガリシア自治州議会選挙 → |                                                        |                                      |         |       |      |     |
| 州首相・州政府 | 政党                                                   | 候補者                               | 得票    | ％    | 議席 | +/- |
| - 首相: ヘラルド・フェルナンデス・アルボール - 政府: AP - 有権者数: 2,174,246 - 投票数: 1,006,222 (46.3%) - 棄権: 1,168,024 (53.7%) - 有効投票数: 986,244 - 候補者投票数: 986,244 (100.0%) | 国民同盟（AP）                                         | ヘラルド・フェルナンデス・アルボール | 301,039 | 30.52 | 26   |     |
| - 首相: ヘラルド・フェルナンデス・アルボール - 政府: AP - 有権者数: 2,174,246 - 投票数: 1,006,222 (46.3%) - 棄権: 1,168,024 (53.7%) - 有効投票数: 986,244 - 候補者投票数: 986,244 (100.0%) | 民主中道連合（UCD）                                    | ホセ・キローガ                       | 274,191 | 27.80 | 24   |     |
| - 首相: ヘラルド・フェルナンデス・アルボール - 政府: AP - 有権者数: 2,174,246 - 投票数: 1,006,222 (46.3%) - 棄権: 1,168,024 (53.7%) - 有効投票数: 986,244 - 候補者投票数: 986,244 (100.0%) | ガリシア社会主義者党 (PSG-PSOE)                        | フランシスコ・バスケス・バスケス     | 193,456 | 19.62 | 16   |     |
| - 首相: ヘラルド・フェルナンデス・アルボール - 政府: AP - 有権者数: 2,174,246 - 投票数: 1,006,222 (46.3%) - 棄権: 1,168,024 (53.7%) - 有効投票数: 986,244 - 候補者投票数: 986,244 (100.0%) | Bloque-PSG（BNPG-PSG）                                 | バウティスタ・アルバレス             | 61,870  | 6.27  | 3a   |     |
| - 首相: ヘラルド・フェルナンデス・アルボール - 政府: AP - 有権者数: 2,174,246 - 投票数: 1,006,222 (46.3%) - 棄権: 1,168,024 (53.7%) - 有効投票数: 986,244 - 候補者投票数: 986,244 (100.0%) | ガリシア左翼（EG）                                     | カミーロ・ノゲイラ                   | 33,497  | 3.40  | 1    |     |
| - 首相: ヘラルド・フェルナンデス・アルボール - 政府: AP - 有権者数: 2,174,246 - 投票数: 1,006,222 (46.3%) - 棄権: 1,168,024 (53.7%) - 有効投票数: 986,244 - 候補者投票数: 986,244 (100.0%) | ガリシア共産党（PCG）                                  | アンショ・ゲレイロ                   | 28,927  | 2.93  | 1    |     |
| - 首相: ヘラルド・フェルナンデス・アルボール - 政府: AP - 有権者数: 2,174,246 - 投票数: 1,006,222 (46.3%) - 棄権: 1,168,024 (53.7%) - 有効投票数: 986,244 - 候補者投票数: 986,244 (100.0%) | ガリシア主義党（PG）                                   |                                      | 32,623  | 3.31  | 0    |     |
| - 首相: ヘラルド・フェルナンデス・アルボール - 政府: AP - 有権者数: 2,174,246 - 投票数: 1,006,222 (46.3%) - 棄権: 1,168,024 (53.7%) - 有効投票数: 986,244 - 候補者投票数: 986,244 (100.0%) | 労働社会党（PST）                                      |                                      | 18,249  | 1.85  | 0    |     |
| - 首相: ヘラルド・フェルナンデス・アルボール - 政府: AP - 有権者数: 2,174,246 - 投票数: 1,006,222 (46.3%) - 棄権: 1,168,024 (53.7%) - 有効投票数: 986,244 - 候補者投票数: 986,244 (100.0%) | ガリシア社会主義連合-PSOE（USG-PSOE）                  |                                      | 12,709  | 1.29  | 0    |     |
| - 首相: ヘラルド・フェルナンデス・アルボール - 政府: AP - 有権者数: 2,174,246 - 投票数: 1,006,222 (46.3%) - 棄権: 1,168,024 (53.7%) - 有効投票数: 986,244 - 候補者投票数: 986,244 (100.0%) | ラ・コルーニャ首都防衛独立者（IDC）                    |                                      | 5,486   | 0.56  | 0    |     |
| - 首相: ヘラルド・フェルナンデス・アルボール - 政府: AP - 有権者数: 2,174,246 - 投票数: 1,006,222 (46.3%) - 棄権: 1,168,024 (53.7%) - 有効投票数: 986,244 - 候補者投票数: 986,244 (100.0%) | イルマンダ・ガレーガ（IG）                             |                                      | 4,929   | 0.50  | 0    |     |
| - 首相: ヘラルド・フェルナンデス・アルボール - 政府: AP - 有権者数: 2,174,246 - 投票数: 1,006,222 (46.3%) - 棄権: 1,168,024 (53.7%) - 有効投票数: 986,244 - 候補者投票数: 986,244 (100.0%) | 共産主義連盟-ガリシア共産主義運動（LCR-MCG）           |                                      | 4,858   | 0.49  | 0    |     |
| - 首相: ヘラルド・フェルナンデス・アルボール - 政府: AP - 有権者数: 2,174,246 - 投票数: 1,006,222 (46.3%) - 棄権: 1,168,024 (53.7%) - 有効投票数: 986,244 - 候補者投票数: 986,244 (100.0%) | スペイン農村主義党（PRE）                              |                                      | 4,291   | 0.44  | 0    |     |
| - 首相: ヘラルド・フェルナンデス・アルボール - 政府: AP - 有権者数: 2,174,246 - 投票数: 1,006,222 (46.3%) - 棄権: 1,168,024 (53.7%) - 有効投票数: 986,244 - 候補者投票数: 986,244 (100.0%) | 新しい力（FN）                                         |                                      | 3,950   | 0.40  | 0    |     |
| - 首相: ヘラルド・フェルナンデス・アルボール - 政府: AP - 有権者数: 2,174,246 - 投票数: 1,006,222 (46.3%) - 棄権: 1,168,024 (53.7%) - 有効投票数: 986,244 - 候補者投票数: 986,244 (100.0%) | スペイン民主右翼（DDE）                                |                                      | 2,022   | 0.21  | 0    |     |
| - 首相: ヘラルド・フェルナンデス・アルボール - 政府: AP - 有権者数: 2,174,246 - 投票数: 1,006,222 (46.3%) - 棄権: 1,168,024 (53.7%) - 有効投票数: 986,244 - 候補者投票数: 986,244 (100.0%) | ファランヘ党（FE JONS）                                |                                      | 1,498   | 0.15  | 0    |     |
| - 首相: ヘラルド・フェルナンデス・アルボール - 政府: AP - 有権者数: 2,174,246 - 投票数: 1,006,222 (46.3%) - 棄権: 1,168,024 (53.7%) - 有効投票数: 986,244 - 候補者投票数: 986,244 (100.0%) | ガリシア解放（GC）                                     |                                      | 1,433   | 0.15  | 0    |     |
| - 首相: ヘラルド・フェルナンデス・アルボール - 政府: AP - 有権者数: 2,174,246 - 投票数: 1,006,222 (46.3%) - 棄権: 1,168,024 (53.7%) - 有効投票数: 986,244 - 候補者投票数: 986,244 (100.0%) | スペイン共産党 (マルクス・レーニン主義派)（PCE (m-l)） |                                      | 1,216   | 0.12  | 0    |     |
| - 首相: ヘラルド・フェルナンデス・アルボール - 政府: AP - 有権者数: 2,174,246 - 投票数: 1,006,222 (46.3%) - 棄権: 1,168,024 (53.7%) - 有効投票数: 986,244 - 候補者投票数: 986,244 (100.0%) | 白票                                                   | N/A                                  |         |       | N/A  | N/A |
| - 首相: ヘラルド・フェルナンデス・アルボール - 政府: AP - 有権者数: 2,174,246 - 投票数: 1,006,222 (46.3%) - 棄権: 1,168,024 (53.7%) - 有効投票数: 986,244 - 候補者投票数: 986,244 (100.0%) | 無効票                                                 | N/A                                  |         |       | N/A  | N/A |

注a：議席の内訳はガリサ民族連合（UPG）が2議席、ガリシア社会主義党（PSG）が1議席。

出典：Argos（Subdirección de Análisis y Políticas Públicas de la Presidencia de la Generalitat）（2012年6月10日閲覧）。